# Teoria da mudança do equilíbrio

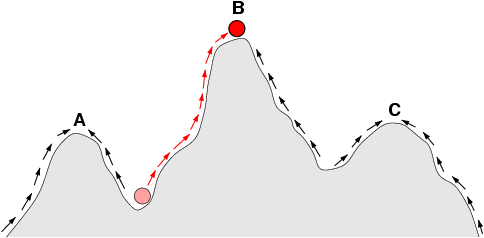
Esboço de uma paisagem de aptidão. As setas indicam o fluxo preferencial de uma população na paisagem. A bola vermelha indica uma população que se move de um vale adaptativo para o topo de um pico adaptativo. Sob um regime estrito de seleção natural (que geralmente atua no sentido de aumentar a aptidão de uma população), não é possível que uma população no pico A atinja o pico B porque isso requer a descida para um vale adaptativo. A teoria da mudança do equilíbrio visa explicar como isso pode ser possível.

A teoria da mudança do equilíbrio é uma teoria da evolução proposta em 1932 por Sewall Wright, sugerindo que a evolução adaptativa pode prosseguir mais rapidamente quando uma população se divide em subpopulações com fluxo genético restrito. O nome da teoria é emprestado da metáfora de Wright das paisagens de aptidão (paisagens evolutivas), na tentativa de explicar como uma população pode se mover através de um vale adaptativo para um pico adaptativo mais elevado. Segundo a teoria, esse movimento ocorre em três etapas:
1. A deriva genética permite que uma subpopulação adaptada localmente se mova através de um vale adaptativo até a base de um pico adaptativo mais alto.
2. A seleção natural moverá a subpopulação para o pico mais alto.
3. Esta nova subpopulação superiormente adaptada pode então expandir a sua distribuição e competir ou cruzar-se com outras subpopulações, causando a propagação de novas adaptações e o movimento da população global em direcção ao novo pico de aptidão.

Embora a teoria da mudança do equilíbrio tenha sido influente na biologia evolutiva, inspirando as teorias da evolução quântica e do equilíbrio pontuado,  existem poucas evidências empíricas para apoiar o processo de mudança do equilíbrio como um fator importante na evolução. 